# Eddie McClintock
Edward "Eddie" Theodore McClintock (North Canton, Ohio, 1967. május 27. –) amerikai színész.
Legismertebb szerepe Pete Lattimer ügynök a 13-as raktár című sorozatban, emellett számos televíziós műsor fő- és mellékszereplőjeként feltűnt a képernyőn.

## Élete és pályafutása
Egyetemi tanulmányai alatt birkózott és focizott,  majd produkciós asszisztensként dolgozott. Majdnem 30 éves volt, mire jelentősebb színészi szerepet kapott. 1999–2000 között a Stark Raving Mad című szituációs komédiának, 2003-ban az A.U.S.A., 2006-ban a Crumbs című sorozatoknak volt a szereplője. Tim Sullivan ügynökként visszatérő szereplő volt a Dr. Csont, illetve Frank szerepében a Született feleségek epizódjaiban. Vendégszereplője volt a Szex és New York, A pasifaló, a Felicity, a Jóbarátok, a Férjek gyöngye és sok egyéb televíziós sorozatnak.
2009 és 2014 között főszereplője volt a 13-as raktár című amerikai sci-fi sorozatnak.

## Magánélete
2005 óta Lynn Sanchez házastársa, két fiuk született. Mindig érdekelte a sport és művészet.

## Filmográfia

### Film
| Év   | Magyar cím        | Eredeti cím           | Szerep               | Megjegyzések              |
| ---- | ----------------- | --------------------- | -------------------- | ------------------------- |
| 1999 | Dilidoki          | Mumford               | megoldatlan Mumford  |                           |
| 2000 |                   | Screenland Drive      | Clay                 |                           |
| 2002 |                   | Moving August         | August Loder         |                           |
| 2002 | Édes kis semmiség | The Sweetest Thing    | Michael              |                           |
| 2002 | Szemből telibe    | Full Frontal          | kirúgott alkalmazott | magyar hangja Seder Gábor |
| 2009 |                   | Pet Peeves            | Jack                 | rövidfilm                 |
| 2013 |                   | A Fish Story          | Eddie                |                           |
| 2020 |                   | Reboot Camp           | Cooper Johnson       |                           |
| 2023 |                   | Miracle at Manchester | Richard Newman       |                           |

### Televízió
| Év        | Magyar cím                      | Eredeti cím                      | Szerep                         | Megjegyzések                                              |
| --------- | ------------------------------- | -------------------------------- | ------------------------------ | --------------------------------------------------------- |
| 1997      | Halálbiztos diagnózis           | Diagnosis: Murder                | fiatal "Manny" Tubbs           | 1 epizód                                                  |
| 1997–2017 |                                 | Ned & Stacey                     | Chazz Gordon                   | 4 epizód                                                  |
| 1998–2002 |                                 | Holding the Baby                 | Jimmy Stiles                   | főszereplő (13 epizód)                                    |
| 1999      |                                 | Zoe, Duncan, Jack, and Jane      | Vince                          | 1 epizód                                                  |
| 1999–2000 |                                 | Stark Raving Mad                 | Jake Donovan                   | főszereplő (22 epizód)                                    |
| 1999–2001 | Felicity                        | Felicity                         | Ryan Crane                     | 2 epizód                                                  |
| 2000      | Szex és New York                | Sex and the City                 | srác a medencénél              | 1 epizód (stáblistán nem szerepel)                        |
| 2000      | Divatalnokok                    | Just Shoot Me!                   | Slam                           | 1 epizód                                                  |
| 2000      | Kerge város                     | Spin City                        | Robert                         | 1 epizód                                                  |
| 2002      |                                 | Glory Days                       | Leo Cochran                    | 1 epizód                                                  |
| 2002      | Jóbarátok                       | Friends                          | Clifford "Cliff" Burnett       | 1 epizód                                                  |
| 2002      | Férjek gyöngye                  | The King of Queens               | Eddie                          | 1 epizód                                                  |
| 2003      |                                 | A.U.S.A.                         | Owen Harper                    | főszereplő (8 epizód)                                     |
| 2003      |                                 | The Pitts                        | Keith                          | 1 epizód                                                  |
| 2003      |                                 | Less than Perfect                | Jake Heberling                 | 1 epizód                                                  |
| 2003      | Randi Jane-nel                  | See Jane Date                    | Kurt Batner                    | - tévéfilm - magyar hangja: - Markovics Tamás             |
| 2003      | Az ismerős arc                  | Picking Up & Dropping Off        | Charlie                        | - tévéfilm - magyar hangja: - Háda János                  |
| 2003–2004 |                                 | Married to the Kellys            | Bob                            | 2 epizód                                                  |
| 2004      | Balfék gengszterek              | Three Wise Guys                  | Joey                           | tévéfilm                                                  |
| 2005      | Doktor House                    | House                            | Stahl edző                     | 1 epizód                                                  |
| 2005      | Monk – A flúgos nyomozó         | Monk                             | Warren Kemp                    | 1 epizód                                                  |
| 2005      | Ara-para                        | Confessions of an American Bride | Ben Rosen                      | - tévéfilm - magyar hangja: - Rajkai Zoltán               |
| 2006      |                                 | Crumbs                           | Jody Crumb                     | főszereplő (13 epizód)                                    |
| 2006      | Született feleségek             | Desperate Housewives             | Frank Helm                     | 3 epizód                                                  |
| 2006      | A pasifaló                      | My Boys                          | Hank                           | 4 epizód                                                  |
| 2006–2007 | Nász-nap                        | Big Day                          | Dr. Jonathan Scott             | 3 epizód                                                  |
| 2007      |                                 | The Winner                       | Terry                          | 1 epizód                                                  |
| 2007      | Shark – Törvényszéki ragadozó   | Shark                            | Tom Brandt                     | 1 epizód                                                  |
| 2007–2017 | Dr. Csont                       | Bones                            | Tim Sullivan különleges ügynök | 5 epizód                                                  |
| 2008      | Holdfény                        | Moonlight                        | Jason Abbott                   | 1 epizód                                                  |
| 2009      |                                 | Roommates                        | David Schick                   | 2 epizód                                                  |
| 2009–2014 | 13-as raktár                    | Warehouse 13                     | Pete Lattimer                  | - főszereplő (64 epizód) - magyar hangja: - Király Attila |
| 2010      | Dilinyósok                      | Better Off Ted                   | Billy Crisp                    | 1 epizód                                                  |
| 2010      | CSI: A helyszínelők             | CSI: Crime Scene Investigation   | Finn Thomas                    | 1 epizód                                                  |
| 2011      | Peren kívül (Békét, bíró!)      | Fairly Legal                     | Bo / Bobby                     | 1 epizód                                                  |
| 2011      | Zűrös szerelmek                 | Love Bites                       | Scott                          | 1 epizód                                                  |
| 2012      |                                 | Boogeyman                        | Michael Samuels                | tévéfilm                                                  |
| 2013      | A mentalista                    | The Mentalist                    | Hawkins őrmester               | 1 epizód                                                  |
| 2013      |                                 | Malibu Country                   | Steve                          | 1 epizód                                                  |
| 2014      | Modern család                   | Modern Family                    | Brandon                        | 1 epizód                                                  |
| 2014      | Castle                          | Castle                           | Rogan O'Leary                  | 1 epizód                                                  |
| 2014      |                                 | Mind Games                       | David Bishop                   | 1 epizód                                                  |
| 2014      | Született boszorkányok          | Witches of East End              | Ronan                          | 1 epizód                                                  |
| 2015      |                                 | Backstrom                        | Sam Dagastino                  | 1 epizód                                                  |
| 2015      | Battle Creek – Zsarupáros       | Battle Creek                     | edző                           | 1 epizód                                                  |
| 2015      | A S.H.I.E.L.D. ügynökei         | Agents of S.H.I.E.L.D.           | Vin-Tak                        | 1 epizód                                                  |
| 2016      | Supergirl                       | Supergirl                        | James Harper ezredes           | 1 epizód                                                  |
| 2016–2018 |                                 | Shooter                          | Jack Payne                     | főszereplő (11 epizód)                                    |
| 2018      | MacGyver                        | MacGyver                         | Jimmy                          | 1 epizód                                                  |
| 2019      | 911 L.A.                        | 9-1-1                            | Victor Costas                  | 1 epizód                                                  |
| 2019      |                                 | No Good Nick                     | Tony Frazetti                  | visszatérő szereplő (11 epizód)                           |
| 2019      |                                 | My Stepfather's Secret           | Hugo                           | tévéfilm                                                  |
| 2021      | Kerge Kacsák: Így kell tarolni! | The Mighty Ducks: Game Changers  | Rob Griffen                    | 1 epizód                                                  |